# Eriospermaceae
Eriospermaceae is een botanische naam, voor een familie van eenzaadlobbige planten. Een familie onder deze naam wordt zo af en toe erkend door systemen voor plantentaxonomie, zoals door het Dahlgrensysteem, Thornesysteem en Revealsysteem. Indien erkend gaat het om een vrij kleine familie, die voorkomt in Afrika.
Tegenwoordig worden de betreffende planten ingedeeld in de familie Ruscaceae.